# Josef Tarneller

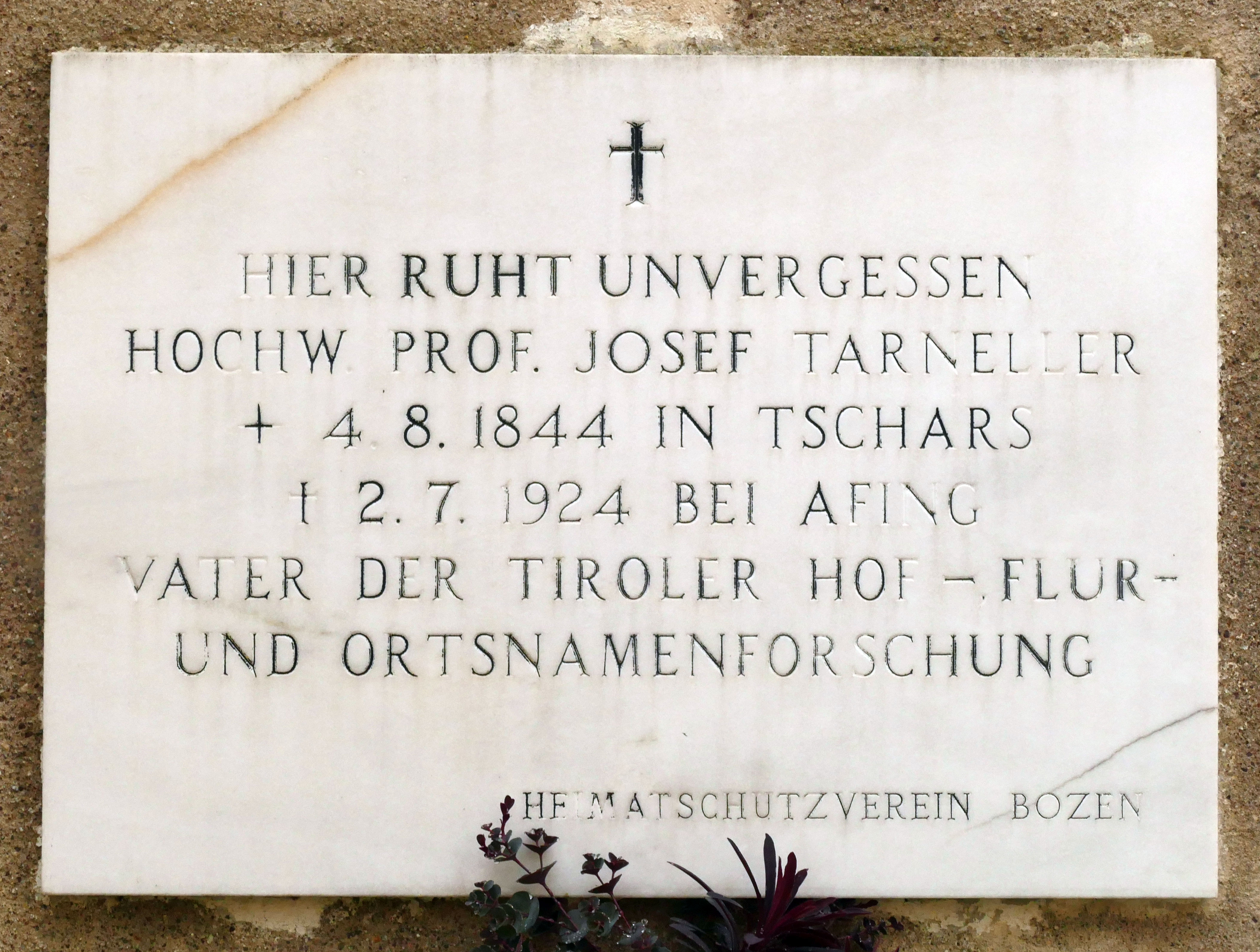
Grabstein Tarnellers auf dem Friedhof der Alten Pfarrkirche Gries

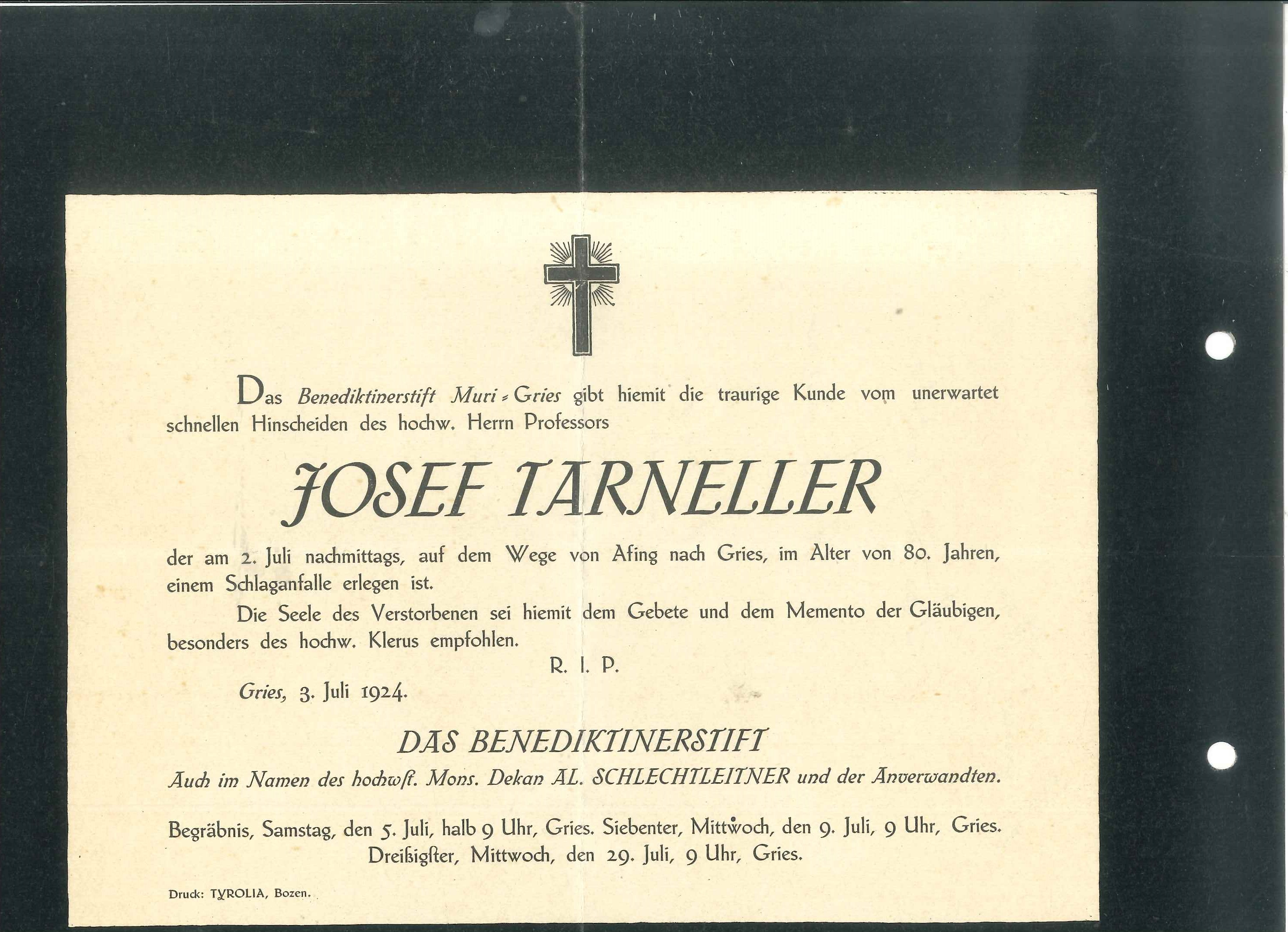
Partezettel Josef Tarneller

Josef Tarneller (* 4. August 1844 in Tschars; † 2. Juli 1924 bei Afing, Jenesien) war ein Tiroler Weltgeistlicher, Historiker und Schriftsteller. Ab 1919 wohnte er im Stift Muri-Gries.
Tarneller dokumentierte die Geschichte der Höfe im Burggrafenamt und im Eisacktal und machte sich um die Hof-, Flur-, Orts- und Familien-Namenforschung im heutigen Südtirol verdient.
Sein Grabstein befindet sich auf dem Friedhof der Alten Grieser Pfarrkirche in Gries.

## Werke (Auswahl)
- Die Hofnamen im Burggrafenamt und in den angrenzenden Gemeinden: Meraner Gegend, Schnals, Passeier, Tschögglberg, Sarntal, Gericht Neuhaus, Gericht Maienburg, Deutschgegend auf dem Nons, Ulten und Martell (= Archiv für österreichische Geschichte. Band 100). Wien: Hölder 1909. (Digitalisat online bei Tessmann)
- Die Hofnamen im untern Eisacktal (= Archiv für österreichische Geschichte. Bde. 106, 109, 110). Wien: Hölder 1915–1924. (Digitalisat online bei Tessmann)
- Tiroler Familiennamen – viertausend Geschlechtsnamen, die tirolischen und vorarlbergischen Hofnamen entsprungen sind. Mit vielen Hin- und Nachweisen, Worterklärungen und Deutungsversuchen. Bozen: Tyrolia 1923. (Digitalisat online bei Tessmann)
- Die Burg-, Hof- und Flurnamen in der Marktgemeinde Gries bei Bozen (= Schlern-Schriften. Band 6). Innsbruck: Wagner 1924. (Digitalisat online bei Tessmann)